# 苗栗市

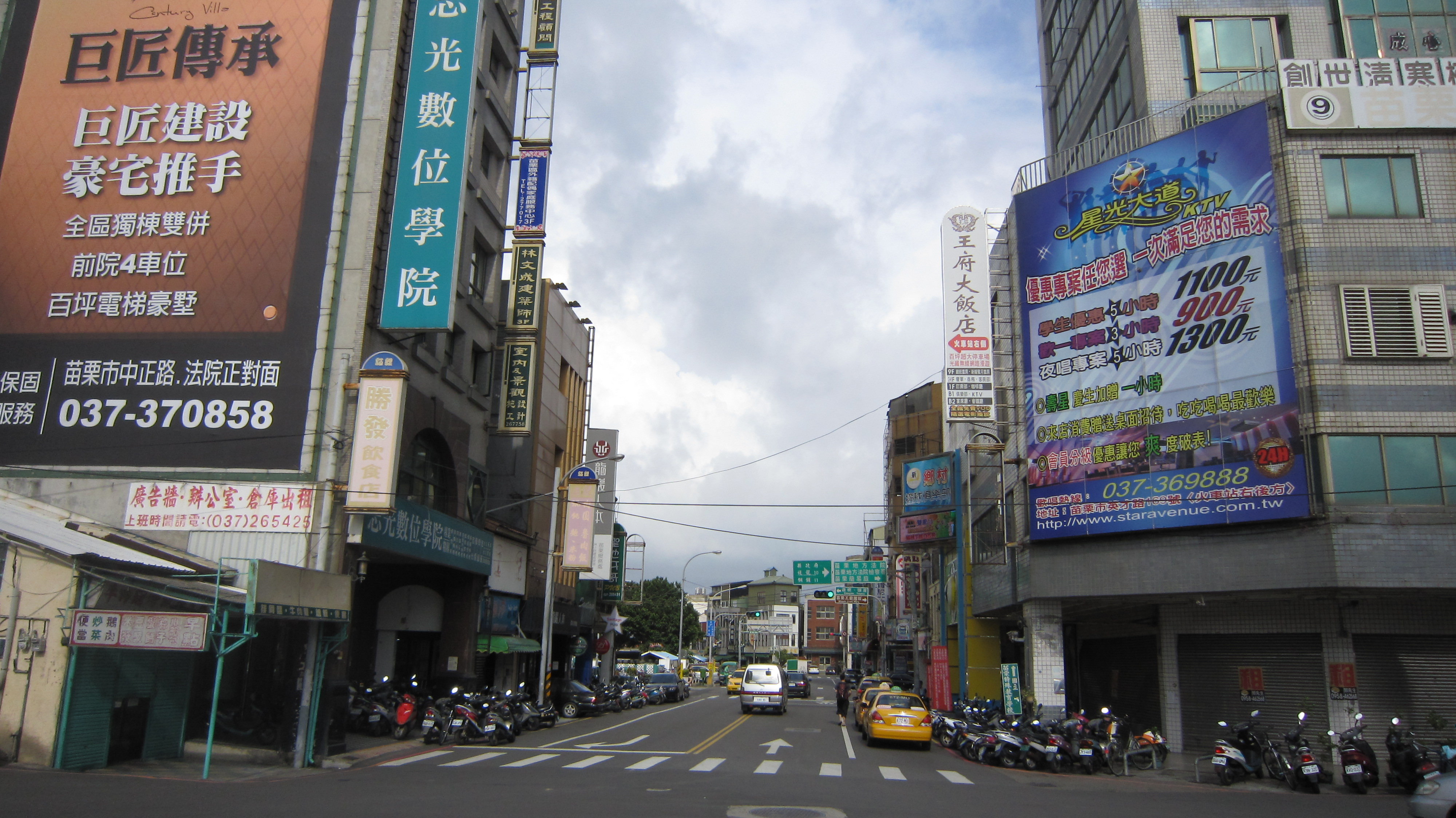
苗栗中心部

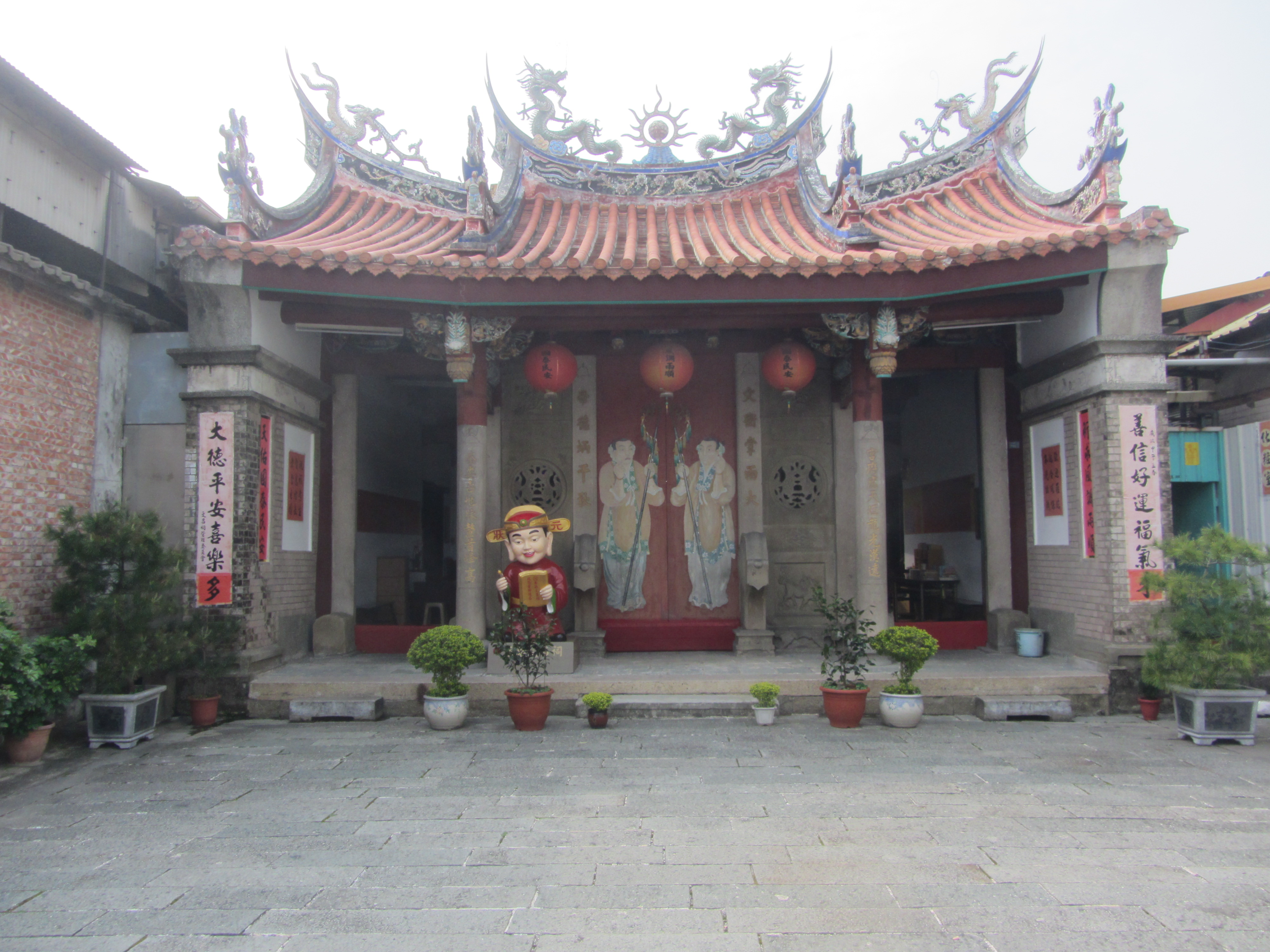
苗栗文昌祠

苗栗市（ミアオリー/ミャオリー/びょうりつ-し）は、中華民国台湾省北西部の市。苗栗県の県轄市で、苗栗県政府の所在地である。

## 地理

### 行政区画
| 地区 | 里                                                             |
| ---- | -------------------------------------------------------------- |
| 1    | 中苗里、玉華里、玉清里、青苗里、維祥里、維新里                 |
| 2    | 大同里、水源里、玉苗里、高苗里、恭敬里、新苗里、緑苗里、勝利里 |
| 3    | 上苗里、北苗里、清華里、福安里、福星里、嘉新里、嘉盛里         |
| 4    | 文山里、文聖里、建功里、南勢里、福麗里、新川里、新英里         |

## 歴史
苗栗市は漢人が入植する以前は平埔道卡斯族猫裡社（麻裡社とも称す）の地であった。1737年、広東省東部の客家人がこの地に入植した。猫裡とは平埔族の言語で「平原」を表す言葉である。1764年に編纂された『台湾府志』の記載によると、当初は「蕃社」の名称として猫裡が用いられていたが、その後「民庄」として混用されるようになった。1889年に県が設置された際に音が近い「苗栗」と改められた。

## 政治

### 行政

#### 市長
歴代市長
| 代 | 氏名 | 任期 |
| -- | ---- | ---- |

## 対外関係

### 姉妹都市･提携都市

#### 海外
- 清水町（日本国 中部地方 静岡県 駿東郡）
- バートレット（アメリカ合衆国 イリノイ州）

#### 国内
- 桃園市（直轄市）

## 教育

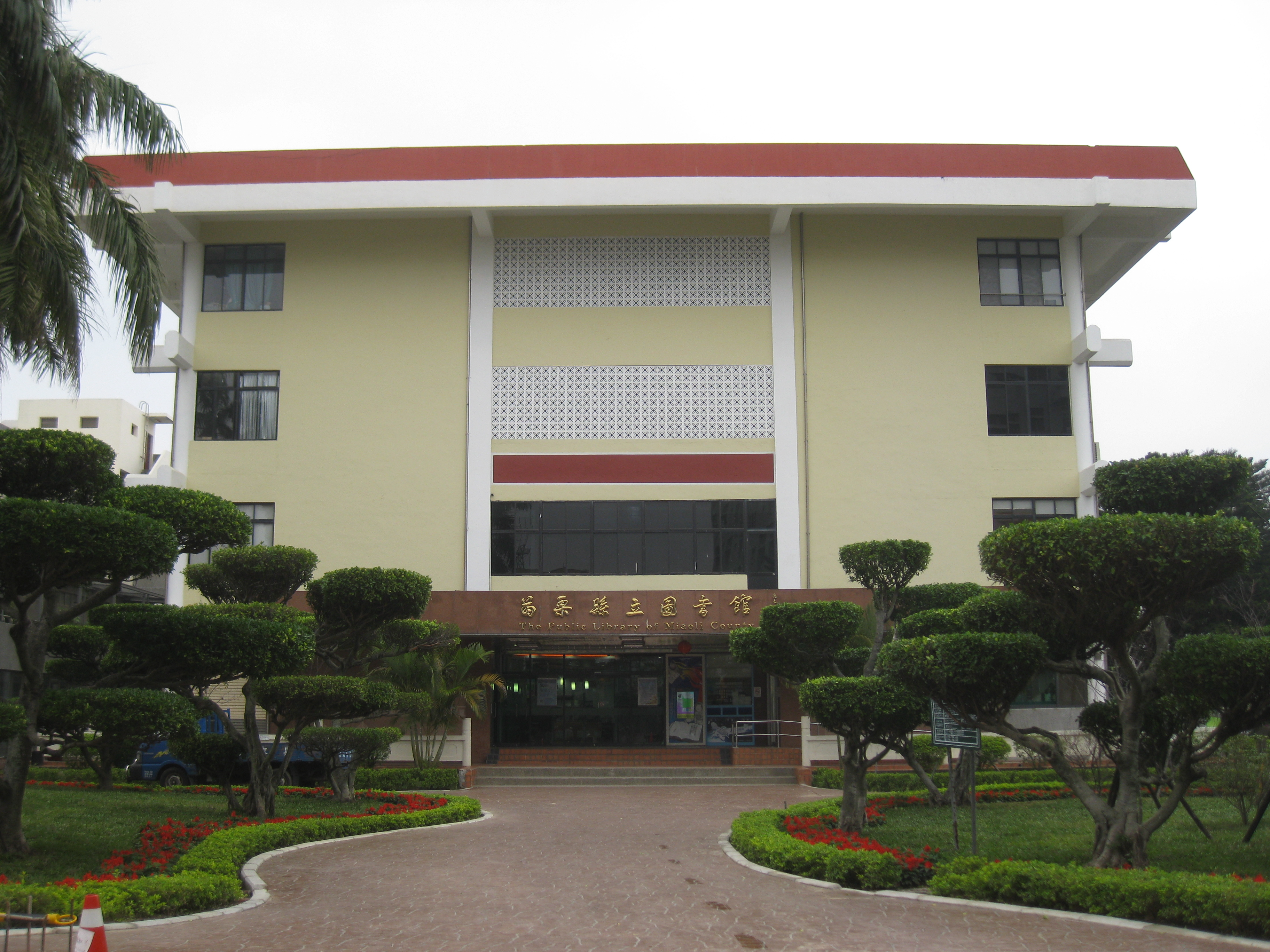
苗栗県立図書館

### 大学
- 国立聯合大学

### 高級中学
- 国立苗栗高級中学
- 私立建台中学

### 高級職校
- 国立苗栗高級商業職業学校
- 国立苗栗高級農工職業学校
- 私立育民高級工業家事職業学校

### 国民中学
- 苗栗県立明仁国民中学
- 苗栗県立苗栗国民中学
- 苗栗県立大倫国民中学
- 私立建台中学国民中学部

### 国民小学
| - 苗栗県立啓文国民小学 - 苗栗県立新英国民小学 - 苗栗県立福星国民小学 | - 苗栗県立文山国民小学 - 苗栗県立文華国民小学 - 苗栗県僑育国民小学 | - 苗栗県立大同国民小学 - 苗栗県立建功国民小学 |

## 交通

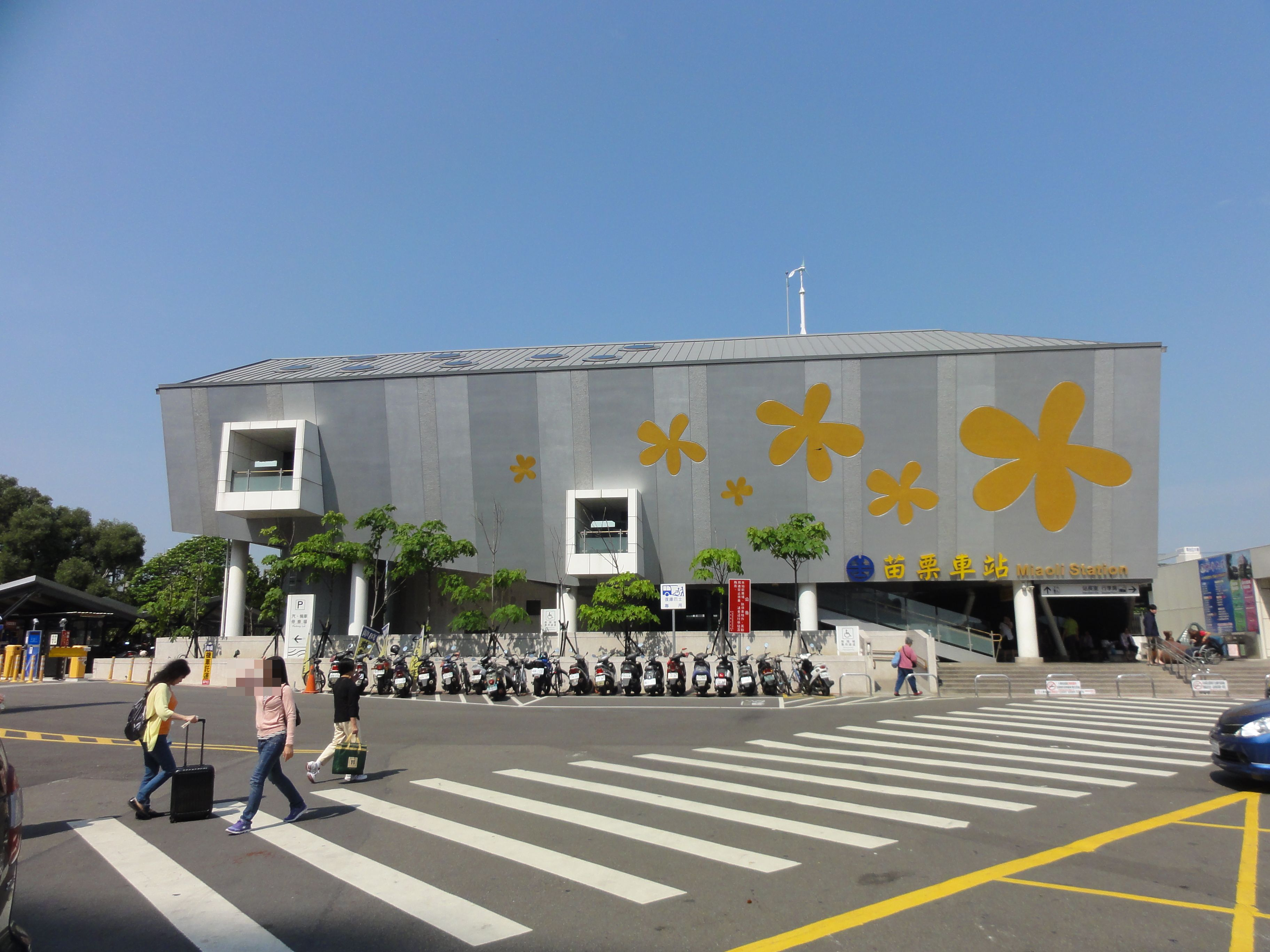
苗栗駅

| 種別 | 路線名称 | その他         |
| ---- | -------- | -------------- |
| 鉄道 | 台中線   | 苗栗駅、南勢駅 |
| 省道 | 台6線    |                |
| 省道 | 台13線   |                |

## 観光

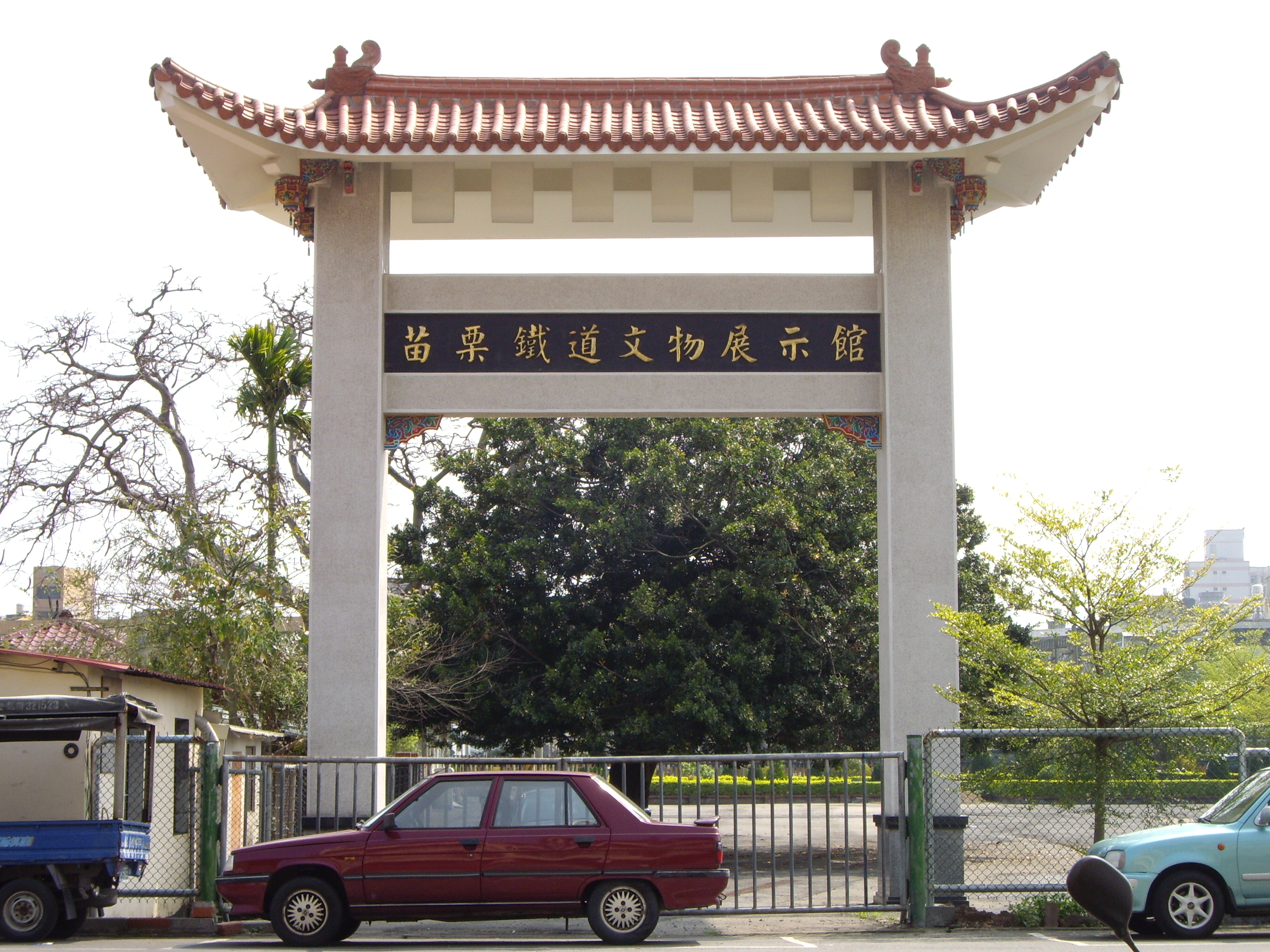
苗栗鉄道文物展示館

### 観光スポット
公園
- 猫裏山公園（中国語版）
- 苗栗鉄道公園
- 苗栗文昌祠（中国語版）

文化施設
- 苗栗鉄道文物展示館

史跡
- 苗栗隧道（中国語版）
- 苗栗三山国王廟（中国語版）

## 出身者
- 王婉諭 - 政治家
- 劉冠佑（中国語版） - ロックバンド「五月天（メイデイ）」のドラム
- 謝依旻 - 囲碁女流棋士